# Pierre de la Dame Schone
Le menhir la Pierre de la Dame Schone (aussi appelé Dame Schonne) est un menhir situé à Saint-Mihiel, dans le département de la Meuse en région Grand Est. 

## Situation
Le menhir se trouve à la lisière d'une forêt à 6,3 km à l'est de Saint-Mihiel près de Bar-le-Duc dans le département de la Meuse, en région Grand Est. À proximité se trouve le menhir de Woinville.

## Description
Ce menhir néolithique d'environ 2,2 mètres de haut porte l'inscription : « Mit Gott für Vaterland 1914-1915 », gravée par des soldats allemands à l'occasion de la conquête de Saint-Mihiel pendant la Première Guerre mondiale. Sa largeur moyenne est de 1,5 m avec une excroissance de 0,4 m dans la partie inférieure de son côté est. Son épaisseur est de 0,77 m.

## Protection
Le menhir est classé monument historique depuis 1889.